# Kanton Sains-en-Gohelle
Sains-en-Gohelle is een voormalig kanton van het Franse departement Pas-de-Calais. Het kanton maakte deel uit van het arrondissement Lens.
Het kanton werd bij de reorganisatie in maart 2015 opgeheven. De gemeenten werden onderverdeeld onder de kantons Nœux-les-Mines (Hersin-Coupigny) en Bully-les-Mines (overige gemeenten).

## Gemeenten
Het kanton Sains-en-Gohelle omvatte de volgende gemeenten:
- Aix-Noulette
- Bouvigny-Boyeffles
- Gouy-Servins
- Hersin-Coupigny
- Sains-en-Gohelle (hoofdplaats)
- Servins